# 赫魯夏蒂奇
49°28′40″N 24°23′17″E / 49.47778°N 24.38806°E
赫魯夏蒂奇（羅馬化：Hrusiatychi）是烏克蘭西部利維夫州斯特雷區霍多里夫市鎮的村莊。該村始建於1441年，面積1.8平方公里，海拔高度282米，2017年人口805，人口密度每平方公里516.7人。